# Диас-Баларт, Линкольн
Линкольн Рафаэль Диас-Баларт (англ. Lincoln Rafael Diaz-Balart, урождённый Lincoln Rafael Díaz-Balart y Caballero; 13 августа 1954, Гавана, Куба — 3 марта 2025) — американский юрист и политик-республиканец. С 1993 года по 2011 год он был членом Палаты представителей США от 21-го округа штата Флорида. Брат Марио Диас-Баларта.
Он сын покойного кубинского политика Рафаэля Диас-Баларта и Хильды Кабальеро Брюне, а также племянник Мирты Диас-Баларт — первой жены Фиделя Кастро. Диас-Баларт закончил школу American School of Madrid в Испании. В 1976 году он получил степень бакалавра в университете Южной Флориды и юридическую степень в университете Кейс-Вестерн-Резерв. Работал адвокатом. С 1987 по 1989 год был членом Палаты представителей, а с 1989 год по 1992 год — Сената Флориды.

## Ранняя жизнь и образование
Диас-Баларт родился в Гаване 13 августа 1954 года в семье кубинского политика Рафаэля Диас-Баларта и Хильды Кабальеро Брюне. Его тетя, Мирта Диас-Баларт, была первой женой Фиделя Кастро. Её сыном и его двоюродным братом был покойный доктор Фидель Анхель «Фиделито» Кастро Диас-Баларт. Его дядя был кубино-испанским художником Вальдо Диас-Баларт.
Он получил образование в American School of Madrid в Испании и в New College of Florida; а также в университете Кейс-Вестерн-Резерв, где получил степень доктора юриспруденции. Он занимался частной практикой в Майами в течение нескольких лет, прежде чем занять выборную должность.

## Политическая карьера
В 1982 году Диас-Баларт баллотировался на место в Палате представителей Флориды по округу 113 как демократ и проиграл республиканцу Умберто Кортина.
Диас-Баларт, а также его ближайшие родственники были членами Демократической партии. Диас-Баларт был президентом Молодых демократов округа Майами-Дейд и Молодых демократов штата Флорида, а также членом исполнительного комитета Демократической партии округа Майами-Дейд.
24 апреля 1985 года Диас-Баларт, его жена и брат Марио изменили свою регистрацию на республиканскую.
Диас-Баларт был республиканцем в Палате представителей Флориды с 1987 по 1989 год и в Сенате Флориды с 1989 по 1992 года.
В 1992 году Диас-Баларт победил на выборах в Палату представителей США и оставался в Палате представителей США до своей отставки в 2011 году.
После ухода из Конгресса он основал юридическую фирму и консалтинговую фирму в Майами, штат Флорида.

## Личная жизнь и смерть
Диас-Баларт был женат на Кристине Фернандес и имел двоих детей: Линкольна-младшего и Дэниела. Линкольн-младший умер 19 мая 2013 года в возрасте 29 лет. Его семья сообщила, что он много лет боролся с депрессией.
Брат Диаса-Баларта, Марио Диас-Баларт, ранее представлял 25-й округ Флориды, перешел в 21-й округ, но вернулся обратно в 25-й округ после перераспределения округов. У него было ещё два брата: Хосе Диас-Баларт, журналист и ведущий субботнего выпуска NBC Nightly News, и Рафаэль Диас-Баларт, инвестиционный консультант.
Диас-Баларт умер от рака у себя дома в Ки-Бискейн, Флорида, 3 марта 2025 года в возрасте 70 лет.

## Награды
- Орден «За заслуги» III степени (18 августа 2009, Украина) — за весомый личный вклад в укрепление международного авторитета Украины, популяризацию её исторического наследия и современных достижений и по случаю 18-летия независимости Украины[16]